# Wie sagen wir es unseren Kindern?
Wie sagen wir es unseren Kindern? (Alternativtitel: Ehe mit Hindernissen) ist ein 1944 entstandener, deutscher Spielfilm von Hans Deppe mit Mathias Wieman und Leny Marenbach in den Hauptrollen.

## Handlung
In einem Vorort von Dresden wohnt in einem kleinen Haus die geschiedene Käthe Westhoff zusammen mit ihren drei Kindern Sigrid, Klaus und Wölfchen. Um sich ihren Lebensunterhalt zu verdienen, bastelt Käthe Spielsachen, die sie anschließend verkauft. Oftmals liegen ihre Kinder im Clinch mit denen des verwitweten Architekten Dr. Thomas Hofer, der auf der anderen Seite eines unbebauten Grundstücks lebt. Er hat vier Jungs namens Erich, Theo, Kurt und Pepi und ist den ganzen Tag beruflich stark eingespannt. Während er sich Zeichnungen und Bauplänen hingibt, kümmert sich die Haushälterin Adele um die wilden Vier, die mit ihrem Vater ein kameradschaftliches Verhältnis pflegen. Frau Westhoff und Herr Hofer begegneten sich bislang nur aus der Ferne beim Ankommen oder Weggehen und nehmen nicht groß voneinander Notiz. Und so weiß man eigentlich nichts von dem bzw. der Anderen. Da sind die sieben Kinder ganz anders: Sie kennen sich gut, nur nicht auf die Art und Weise, wie es sein sollte, denn aller Grundstück wird bei sechs rauflustigen, rabaukigen Knaben häufig zur Kampfarena – blaue Flecken und Schrammen inklusive.
Eines Tages lernen sich die beiden Erwachsenen, die sich hin und wieder in der Straßenbahn sehen, per Zufall doch näher kennen und finden einander durchaus sympathisch. Doch dies ändert nichts an der miesen Stimmung daheim. Eines Tages reicht Käthe der Ärger mit den „lieben Kleinen“ des Nachbarn, und sie geht zu Thomas Hofer rüber, um ihn endlich einmal darüber aufzuklären, was für eine schwer zähmbare Rasselbande er mit in die Welt gesetzt hat. Doch aus der „Abrechnung“ wird ein erbauliches Gespräch, und sie kann dem sympathischen Vater einfach nicht böse sein. So unternehmen alle schließlich eine gemeinsame Dampferfahrt auf der Elbe. Doch die jugendlichen, sieben Streithähne geraten auf diesem Ausflug prompt wieder heftig aneinander. Die Fliehkräfte zwischen den beiden Familien werden immer größer: Während bei der Mutter und dem Vater aus gegenseitiger Sympathie Liebe wird, scheint der Nachwuchs absolut unversöhnlich. Dennoch wollen Käthe und Thomas das Wagnis eingehen und heiraten. Erwartungsgemäß ruft dies bei der jeweiligen Brut schwerste Proteste hervor. Man will es nicht so weit kommen lassen und schmiedet schon Sabotagepläne. Als Erich Hofer Sigrid Westhoff einmal einen Feigling nennt und sie daraufhin sofort eine kindische Mutprobe unternimmt, kommt es zu einem Unfall. Sigrid muss nach einem Sturz von einer Rummelplatzschaukel aus luftiger Höhe mit Verdacht auf Gehirnerschütterung ins Krankenhaus eingewiesen werden, was zumindest Erich zum allmählichen Umdenken bewegt.
Käthe ist dieses Vorkommnis ein ultimatives Warnsignal. Sie sieht keine Chance auf Versöhnung und zieht ernsthaft in Erwägung, auf die Vermählung mit ihrem geliebten Thomas zu verzichten. Die eigenen Kinder gehen schließlich vor, und man kann keine zerstrittenen Familien mit Zwang verzahnen. Käthe schreibt daraufhin einen Abschiedsbrief an ihren Nachbarn. In den folgenden Wochen wird deshalb auf beiden Seiten reichlich Trübsal geblasen, denn niemand ist mit diesem Zustand sonderlich glücklich. Auch in den Kindern reift nun so etwas wie tiefere Einsicht: Sie kommen zusammen, sprechen sich aus und nehmen sich vor, der Liebe ihrer Eltern wegen sich fortan zusammenzureißen. Man hat auch schon einen Plan ausgetüftelt, wie man das derzeit getrennte Paar wieder zusammenführen kann. Käthe wie Thomas bekommen je eine Eintrittskarte zu einer im Zwinger stattfindenden Serenade. Als sie sich dort begegnen, wird beiden klar, dass nur ihre sieben Kinder dahinter stecken können und diese die Zustimmung zu beider Eheschließung gegeben haben. Die Harmonie bei der Trauung währt nur kurz, denn nun hält die vergrößerte Rasselbande Ausschau nach neuen „Feinden“ ihres Alters, mit denen man sich in verstärkter Formation prächtig prügeln kann.

## Produktionsnotizen
Wie sagen wir es unseren Kindern? entstand in den Monaten August bis November 1944 in der UFA-Stadt Babelsberg sowie in (dem damals noch unzerstörten) Dresden und in der Sächsischen Schweiz (Außenaufnahmen), passierte im Frühjahr 1945 anstandslos die Filmzensur und war zu diesem Zeitpunkt zur Aufführung bereit. Das nahe Kriegsende verhinderte die Premiere, die dadurch stark verspätet erst am 21. Dezember 1949 in Berlin stattfand. Am 13. März 1951 lief der Film auch in Österreich an.
Herstellungsgruppenleiter Erich Holder übernahm auch die Herstellungsleitung und Produktionsleitung. Wilhelm Vorwerg entwarf die Filmbauten, die Rudolf Linnekogel ausführte. Erich Schmidt zeichnete für den Ton zuständig.

## Kritiken
Paimann’s Filmlisten resümierte: „Selbst oder von Anderen schon Erlebtes ist hier zu einer schlichten, dessenungeachtet aber bemerkenswert anregenden Handlung verdichtet; die Hauptrollen sind sicheren Darstellern anvertraut, denen eine Schar unmanirierter [sic!] Kinder assistiert. Pointenreicher Dialog, besonders von Wiemann [sic!] vorzüglich gebracht.“

„UFA-Komödie mit Humor und Tiefgang, gedreht vor der Kulisse Dresdens kurz vor dessen fast vollständiger Zerstörung durch Bombardierung.“